# 李如桂 (嘉靖進士)
李如桂（1520年—？），字希竇，號乾斋，山西潞安府長治縣人，民籍，明朝政治人物。

## 生平
嘉靖十九年（1540年）庚子科山西鄉試第二十二名。嘉靖二十六年（1549年）丁未科進士。禮部觀政，授山东济南府推官，补南直隶庐州府同知、升浙江佥事、陕西参议，晋陕西副使，卒於任。

## 家族
曾祖李翥，知縣；祖父李玹，縣丞 贈監察御史；父李廷昌，七品散官。前母趙氏；母章氏。叔李廷康。弟如楠、如松。子来学。